# 영조왕세제수책시 책례도감의궤
영조왕세제수책시 책례도감의궤(英祖王世第受冊時 冊禮都監儀軌)는 1721년(경종 1년) 연잉군과 달성군부인(達城郡夫人) 서씨를 각각 조선 경종의 왕세제와 세제빈(世弟嬪)으로 책봉한 과정을 적은 의궤이다.